# CLDN3
클라우딘 3(claudin-3)는 인간에서 CLDN3 유전자에 의해 암호화되는 단백질이다. 클라우딘 그룹에 속한다. 
밀착연접은 상피 조직 또는 내피 세포 시트에서 하나의 세포 대 세포 접착 모드를 나타내며, 세포 주위에 연속적인 밀봉을 형성하고 용질 및 물이 파라셀 공간을 자유롭게 통과하는 것을 방지하기위한 물리적 장벽으로서 작용한다. 이러한 접합부는 바깥 쪽을 향한 세포질 소엽에 연속 네트워킹 가닥 세트로 구성되어 있으며, 안쪽을 향한 세포 외 형질 소엽에 상보적인 홈이 있다. 클라우딘 그룹의 구성원인 인트론리스 유전자에 의해 암호화 된 단백질은 일체형 막 단백질 및 밀착연접 가닥의 구성 요소이다. 또한 Clostridium enterotoxin에 대한 저친화성 수용체이고, 쥐에서 발견되는 세포자살 단백질과 아미노산 서열 유사성을 공유한다.

## 상호 작용
CLDN3은 CLDN1 및 CLDN5와 상호 작용하는 것으로 나타났다.  